# Преображенський Антонін Вікторович
Антонін Вікторович Преображенський (1870—1929) — музикознавець-медієвіст, палеограф, письменник, педагог, професор, один з найбільших знавців і дослідників російської церковної музики. Видатний музичний діяч Російської імперії та СРСР. Кандидат Казанської Духовної Академії. Дядько українського письменника В. Домонтовича (Віктора Платоновича Петрова). Син ректора Катеринославської духовної семінарії.

## Біографія
Народився 16(28) лютого 1870 у Сизрані Самарської губернії в родині священика.
У 1884—1889 навчався в духовній семінарії в Катеринославі (нині м. Дніпро). У 1890-94 навчався в Казанській духовній академії. Одночасно дописував в «Екатеринославские епархиальные ведомости». До перших роковин смерті П. Чайковського видрукував тут розвідку «Труды П. И. Чайковского в области церковного пения» (1894).
По закінченні академії — законовчитель Таганрозьких міських початкових училищ. У 1896-98 викладач грецької мови в Бахмутському духовному училищі на Катеринославщині.
У 1898—1902 рр. — викладав у Синодальному училищі церковного співу в Москві.
З 1902 р. — бібліотекар Придворної співочої капели в Санкт-Петербурзі.
З 1920 р. — професор, науковий співробітник розряду історії музики Ленінградського Інституту історії мистецтв, одночасно викладав курс давньоруської музики у Ленінградської державної консерваторії.
У 1920-і роки займався дослідженнями греко-російських церковно-співочих паралелей XII—XIII століть, проблем давньоруської семіографії та теорії музики.
Виховав відомих учнів, серед яких, професор Бражніков Максим Вікторович та Фінагін Олексій Васильович.
Співпрацював з низкою газет і журналів, серед яких «Російська музична газета», «Хорова і регентська справа» та ін.

## Пам'ять
В рамках Дев'ятнадцятого пасхального фестивалю був проведений міжнародний науково-творчий симпозіум «Бражніковскі читання», присвячений 140-річчю видатного дослідника давньоруського співочого мистецтва, вченого-медієвіста Антоніна Вікторовича Преображенського, який був учителем засновника сучасної наукової школи російської музичної медієвістики М. В. Бражникова.